# Каневський Олексій Пилипович
Олексій Пилипович Каневський (19 жовтня 1902, село Андрушівка, тепер Вінницького району Вінницької області — 1998, Київ) — український радянський економіст, помічник 1-го секретаря ЦК КПУ. Кандидат сільськогосподарських наук (1946), доцент (1956), доктор економічних наук (1968), професор (1969), член-кореспондент Української академії сільськогосподарських наук (1959–1962). 

## Життєпис
У 1927 році закінчив Київський сільськогосподарський інститут. Член ВКП(б) з 1927 року.
У 1930—1933 роках — завідувач кафедри організації та планування сільського господарства Київського інженерно-економічного інституту цукрового господарства.
У 1933—1940 роках — на керівних посадах у Київському обласному земельному відділі та виконавчому комітеті Київської районної ради.
До жовтня 1943 року — помічник завідувача секретаріату Ради народних комісарів УРСР по сільському господарству.
З жовтня 1943 по березень 1947 року — помічник 1-го секретаря ЦК КП(б)У Микити Сергійовича Хрущова по сільському господарству. У березні 1947 — січні 1948 року — помічник голови Ради міністрів УРСР Микити Сергійовича Хрущова. З січня 1948 по вересень 1955 року — помічник 1-го секретаря ЦК КП(б)У по сільському господарству.
Від 1955 року — завідувач кафедри економіки та організації сільського господарства, від 1956 року — декан факультету економіки сільського господарства Київського фінансово-економічного інституту.
Водночас у 1959 році — в.о. головного вченого секретаря, в 1959—1962 роках — головний вчений секретар президії Української академії сільськогосподарських наук.
Від 1970 року — професор-консультант кафедри економіки та організації сільського господарства Київського інституту народного господарства. Основний напрям наукових досліджень — економіка виробництва цукрових буряків та озимої пшениці.
Помер у 1998 році в Києві.

## Основні праці
- Відбудова і розвиток сільського господарства УРСР. Київ; Харків, 1947;
- Важливий фактор інтенсифікації сільського господарства: Про економічну ефективність виробництва цукрових буряків. Київ, 1963;
- Економіка виробництва цукрових буряків. Київ, 1966 (рос. мовою — Москва, 1973);
- Економіка виробництва озимої пшениці. Київ, 1979.

## Нагороди
- орден Трудового Червоного Прапора (23.01.1948)
- ордени
- медалі